# Millet Mountain Group
Millet Mountain Group ist der Name eines französischen Herstellers von Outdoor-Bekleidung, Outdoor-Ausrüstung (Rucksäcke) und Schuhen mit Sitz in Annecy-le-Vieux. Das Unternehmen ist eine vereinfachte Aktiengesellschaft nach französischem Recht.

## Geschichte
Auf seiner Website führt das Unternehmen die Firmengeschichte bis in das Jahr 1921 zurück, in dem das namensgebende Ehepaar Marc und Hermance Millet in seinem Lebensmittelgeschäft bei Lyon nebenbei Proviant- und Einkaufsbeutel für die Kunden fertigte. Die „schwache Gesundheit“ des Mannes soll der Grund gewesen sein, weshalb zwischenzeitlich ein Umzug nach Annecy, dem heutigen Hauptsitz der Gruppe, erfolgte. Im Jahr 1950 wurde der erste Rucksack für Touren im Hochgebirge entwickelt, in den 1970er Jahren nutzte Reinhold Messner bei zwei Besteigungen von Achttausendern Ausrüstung des Unternehmens.
Anfang der 1960er Jahre trennte sich die Gründerfamilie von ihren Anteilen. Die Gründung als Millet Mountain Group erfolgte 1962, im Jahr 2008 wurde Lafuma Eigentümer des Unternehmens. Sechs Jahre später übernahm schließlich die Schweizer Gesellschaft Calida Lafuma und damit auch Millet.
In einem Interview im Frühjahr 2019 erklärte ein Manager des Unternehmens, dass 2018 ein Umsatz von 100 Mio. Euro erwirtschaft wurde, der sich geografisch zu 49 Prozent auf Frankreich, zu 32 Prozent auf Europa und zu 19 Prozent auf die restliche Welt aufteile. Jahrszeitlich gesehen dominiere der Winter mit 60 Prozent der Umsätze, während auf den Sommer 40 Prozent entfielen. Im Geschäftsbericht 2019 der Calida Group sind für die Millet Mountain Group Nettoverkaufserlöse in Höhe von gut 113,9 Mio. CHF im Berichtsjahr und von 117,1 Mio. CHF im Vorjahreszeitraum gelistet. Vor allem aufgrund der COVID-19-Pandemie soll der Umsatz 2020 um nicht ganz ein Viertel auf 78 Mio. Euro gesunken sein. Erwirtschaftet wurde dieser Umsatz von 750 Mitarbeitern.
Ende 2021 teilte die Eigentümerin Calida Group mit, dass sie die Millet Mountain Group für einen ungenannten Betrag an Jean-Pierre Millet, einen Enkel des Gründers, sowie eine Private-Equity-Gesellschaft verkaufe.

## Marken
Im Frühjahr 2019 befanden sich drei Marken im Portfolio der Millet Mountain Group: Millet (eher alpin ausgerichtet), Lafuma (eher urban ausgerichtet) und Eider (eher auf Skisport ausgerichtet). Im Rahmen der Veräußerung des Unternehmens durch die Calida Group Ende 2021 wurden nur die Marken Millet und Lafuma genannt.